# Кривощёков, Степан Степанович
Степан Степанович Кривощёков (род. 1942, д. Ольховка, Афанасьевский район, Кировская область) — российский скульптор, представитель кунгурской школы резьбы по камню.

## Биография
В 1961 году окончил камнерезную школу в Кунгуре, в 1975 году — художественно-графический факультет Нижнетагильского государственного педагогического института. Преподаватель Кунгурского государственного художественно-промышленного колледжа (Пермская область).
С 1982 года принимает участие в областных, зональных, республиканских выставках.
Член Союза художников России с 1993 года.
Лауреат премии Пермской области в сфере культуры и искусства

## Творчество
Для творчества Кривощёкова характерны произведения мелкой пластики, продолжающие художественные традиции Прикамья. Работает с мягким поделочным камнем уральского региона (алебастр, селенит, ангидрит, талькохлорит, кальцит).
Принимает участие в реставрации памятников г. Кунгура.
Скульптурные работы С. Кривощекова находятся в Перми, Екатеринбурге, Кургане, Кунгуре, Чердыни, в частных коллекциях России, Италии, Франции, Польши, Японии, Канады, США.
Является автором главных переходящих призов фестиваля юношеских команд знатоков Кубок Прикамья («Большая сова» — 1999 год, «Малая сова» — 2007 год).

## Награды и звания
- Заслуженный учитель Российской Федерации.
- Член Союза художников России (с 1993 г.) и международного Художественного фонда
- Лауреат и дипломант международных и всероссийских конкурсов ювелирного и камнерезного искусства[2][3][4]
- Член Пермского краевого художественно-экспертного совета по народным художественным промыслам[5]